# Michael O'Connor
Michael O'Connor (Londres, 27 de outubro de 1965) é um figurinista britânico. Venceu o Oscar de melhor figurino na edição de 2009 por The Duchess.